# كوري كارول
كوري كارول هو محرر كندي، ولد في عقد 1985 في هاليفاكس في كندا.